# Torneo di pallacanestro maschile NCAA Division I 1940
Il Torneo di pallacanestro maschile NCAA Division I 1940 si disputò dal 20 marzo al 30 marzo 1940. Si trattò della seconda edizione del torneo.
Vinsero il titolo gli Indiana Hoosiers. Marv Huffman venne eletto Most Outstanding Player.

## Risultati
|  | Quarti di finale | Quarti di finale   | Quarti di finale |                 |                  | Semifinali | Semifinali | Semifinali |  |  | Finale nazionale | Finale nazionale | Finale nazionale |
|  |                  |                    |                  |                 |                  |            |            |            |  |  |                  |                  |                  |
|  |                  | Indiana Hoosiers   | 48               |                 |                  |            |            |            |  |  |                  |                  |                  |
|  |                  | Springfield Pride  | 24               |                 |                  |            |            |            |  |  |                  |                  |                  |
|  |                  | Springfield Pride  | 24               |                 | Indiana Hoosiers | 39         |            |            |  |  |                  |                  |                  |
|  |                  |                    |                  |                 | Indiana Hoosiers | 39         |            |            |  |  |                  |                  |                  |
|  |                  |                    | Duquesne Dukes   | 30              |                  |            |            |            |  |  |                  |                  |                  |
|  |                  | WKU Hilltoppers    | Duquesne Dukes   | 30              | 29               |            |            |            |  |  |                  |                  |                  |
|  |                  | WKU Hilltoppers    |                  |                 | 29               |            |            |            |  |  |                  |                  |                  |
|  |                  | Duquesne Dukes     | 30               |                 |                  |            |            |            |  |  |                  |                  |                  |
|  |                  |                    |                  |                 |                  |            |            |            |  |  |                  | Indiana Hoosiers | 60               |
|  |                  |                    |                  | Kansas Jayhawks | 42               |            |            |            |  |  |                  |                  |                  |
|  |                  | Kansas Jayhawks    | 50               |                 |                  |            |            |            |  |  |                  |                  |                  |
|  |                  | Rice Owls          | 44               |                 |                  |            |            |            |  |  |                  |                  |                  |
|  |                  | Rice Owls          | 44               |                 | Kansas Jayhawks  | 43         |            |            |  |  |                  |                  |                  |
|  |                  |                    |                  |                 | Kansas Jayhawks  | 43         |            |            |  |  |                  |                  |                  |
|  |                  |                    | USC Trojans      | 42              |                  |            |            |            |  |  |                  |                  |                  |
|  |                  | Colorado Buffaloes | USC Trojans      | 42              | 32               |            |            |            |  |  |                  |                  |                  |
|  |                  | Colorado Buffaloes |                  |                 | 32               |            |            |            |  |  |                  |                  |                  |
|  |                  | USC Trojans        | 38               |                 |                  |            |            |            |  |  |                  |                  |                  |

### Finale nazionale
| Arbitri: | Gil MacDonald Ted O'Sullivan |

|                      |            |            |
| Huffman, McCreary 12 | Punti      | 13 Allen   |
| Branch McCracken     | Allenatori | Phog Allen |

| Campione NCAA 1940         |
| -------------------------- |
| Indiana Hoosiers 1º titolo |

## Formazione vincitrice
|    | Naz.                   | Ruolo | Sportivo        |  |  |  |  |
| -- | ---------------------- | ----- | --------------- |  |  |  |  |
| 7  | Stati Uniti (bandiera) |       | Andy Zimmer     |  |  |  |  |
| 9  | Stati Uniti (bandiera) |       | Chet Francis    |  |  |  |  |
| 10 | Stati Uniti (bandiera) |       | Jay McCreary    |  |  |  |  |
| 27 | Stati Uniti (bandiera) |       | Jim Gridley     |  |  |  |  |
| 29 | Stati Uniti (bandiera) |       | Bob Menke       |  |  |  |  |
| 30 | Stati Uniti (bandiera) |       | Ralph Dorsey    |  |  |  |  |
| 32 | Stati Uniti (bandiera) | GA    | Herm Schaefer   |  |  |  |  |
| 33 | Stati Uniti (bandiera) | GA    | Curly Armstrong |  |  |  |  |
| 34 | Stati Uniti (bandiera) | A     | Marv Huffman    |  |  |  |  |
| 35 | Stati Uniti (bandiera) |       | Bill Menke      |  |  |  |  |
| 36 | Stati Uniti (bandiera) |       | Bob Dro         |  |  |  |  |

- Allenatore:  Branch McCracken
- Vice-allenatore: Ralph Graham